# إيلين هارفي
إيلين هارفي (بالإنجليزية: Ellen Harvey)‏ هي رسامة بريطانية، ولدت في 1979.

## وصلات خارجية
- الموقع الرسمي